# Thermes de Commode

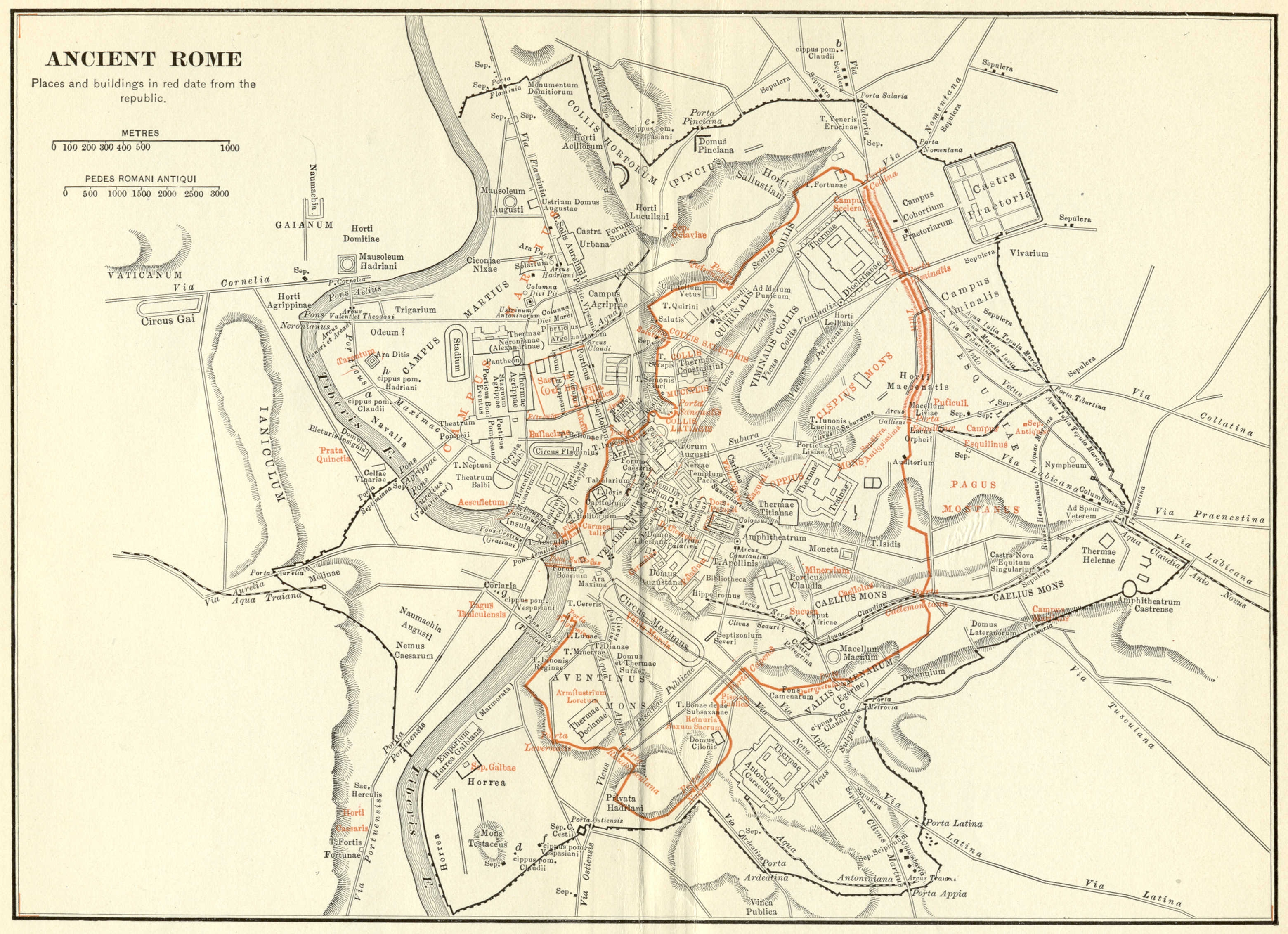
Le bâtiment visible entre les zones I et XII est les thermes d'Antonin ; à proximité se trouvaient les thermes de Commode.

Les thermes de Commode (en latin Thermae Comodianae aussi appelés Thermae Cleandri, par le nom de son créateur) sont des thermes romains impériaux à Rome, situés dans la région I des quatorze régions de la Rome augustéenne, probablement au sud/sud-est des thermes de Caracalla. Bien que cité par des auteurs anciens, tel que Hérodien, il n'en reste aucune trace. Cependant, grâce aux différentes sources nous pouvons supposer que les thermes de Commode sont englobés avec les thermes de Caracalla en contrebas de la voie Appienne. Sur la même plateforme que les bains se trouvait le palais de Servilius Nonianus entouré de jardins.
Les thermes de Commode ont été construits par Marcus Aurelius Cléandre, un favori de l'empereur Commode et lui furent dédiés en 183. Ces derniers comprennent aussi un gymnase.